# Langenneufnach
Langenneufnach là một đô thị ở huyện Augsburg bang Bayern nước Đức. Đô thị Langenneufnach có diện tích 12, km², dân số thời điểm ngày 31 tháng 12 năm 2006 là 1698 người.